# Papió gelada
El papió gelada (Theropithecus gelada) és una espècie de primat catarrí de la família Cercopithecidae, endèmica de les terres altes d'Etiòpia. Igual que els babuïns, són terrestres i passen el temps alimentant-se en les prades.
Alguns autors inclouen el gelada dins del gènere Papio, però des de 1979 se l'ha inclòs en altre gènere separat, Theropithecus. Theropithecus gelada n'és l'única espècie vivent, encara que es coneixen almenys altres dos llinatges separats en el registre fòssil. A pesar que els gelades estan restringits avui a Etiòpia, es coneixen fòssils del gènere procedents de Sud-àfrica, Malawi, la República Democràtica del Congo, Tanzània, Uganda, Kenya, Etiòpia, Algèria, el Marroc, Espanya i l'Índia.
Pot distingir-se dels babuïns per la pell de vius colors al pit. La taca està poc definida i, en els mascles, està tenyida de roig i envoltada de pèl blanc. En les femelles, la taca està bastant menys pronunciada. No obstant això, quan fa calor, la taca de les femelles es torna brillant i esquitxada de butllofes. Aquest procés és similar a la unflada de les natges durant l'estre, una mica comú en els babuïns.

## Ecologia

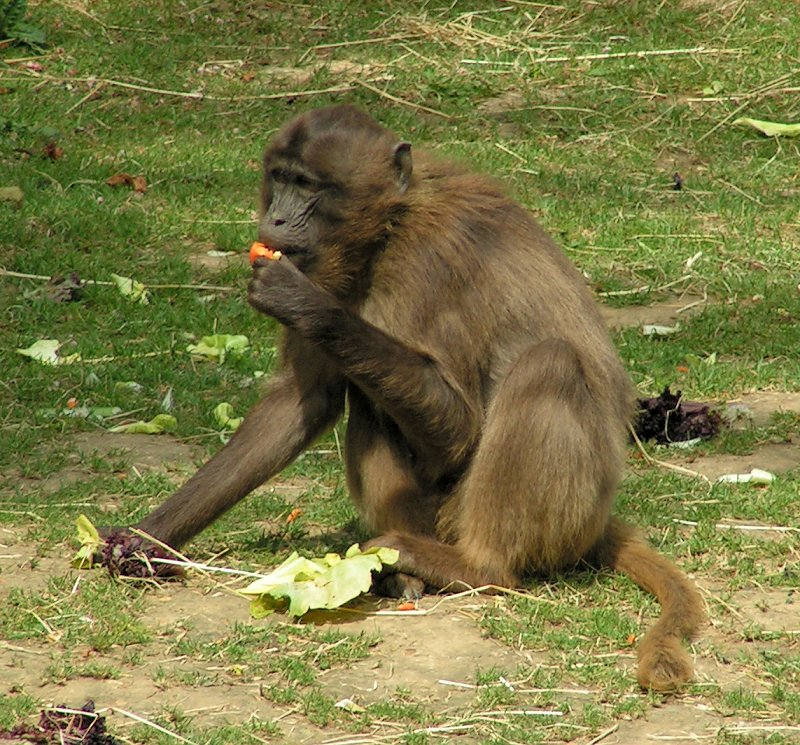
Gelada femella

Els gelades viuen en menuts grups composts per un mascle, diverses femelles i les seues criatures. Aquestes menudes bandes s'uneixen amb altres per a alimentar-se, formant grups de fins a 350 individus. Ocasionalment s'ha vist reunits més de 650 gelades alimentant-se, formant subgrups més menuts entre ells dins d'aqueix conjunt.
Els gelades s'alimenten preferentment d'herbes: es mengen la planta sencera, incloses llavors, arrels i tiges. Tenen els polzes oposables més desenvolupats dels micos del Vell Món, cosa que els permet separar amb gran destresa les herbes per trobar-ne les parts més nutritives. Se sap que també mengen fruita en alguna ocasió.
A pesar que no se'ls considera una espècie amenaçada, es creu que només hi ha uns 50-60.000 gelades. La caça i la destrucció de l'hàbitat han forçat els gelades a penetrar en les àrees habitades pels papions anubis i s'han observat casos d'hibridació entre ambdós grups. A més, en la part més al sud de l'altiplà d'Amhara, els gelades mascles són morts cada dos anys per utilitzar les seues cabelleres en les cerimònies de benvinguda a la maduresa. La pèrdua de la major part de la població de mascles adults de forma regular ha trastornat l'estabilitat poblacional de l'espècie.